# 别洛戈尔基农村居民点
别洛戈尔基农村居民点（俄语：Белогорское сельское поселение）是俄罗斯联邦伏尔加格勒州卡梅申区所属的一个农村居民点。其下辖有2个居民点，行政中心为戈斯谢列克斯坦齐亚。据2016年统计，该农村居民点的人口为966人。